# Eau corporelle
Dans le taxon physiologique, l'eau corporelle constitue la partie aqueuse d'un animal notamment contenue dans les tissus, le sang et les os. Cette eau compose une proportion significative du corps humain, tant en masse qu'en volume,. L'assurance de quantités convenables d'eau présente dans le corps appelle la notion d'homéostasie.